# Антон Хайнрих Фридрих фон Щадион
Антон Хайнрих Фридрих фон Щадион (на немски: Anton Friedrich Heinrich Graf von Stadion zu Warthausen; * 5 април 1691, Вюрцбург; † 26 октомври 1768, Вартхаузен) от стария благороднически род фон Щадион, е граф на Вартхаузен и Танхаузен в Швабия, Бавария, държавен министър на Курфюрство Майнц.

## Живот
Той е вторият син на имперски граф Йохан Филип I фон Щадион (1652 – 1742) и втората му съпруга Мария Анна фон Шьонборн-Буххайм (1669 – 1704), дъщеря на министъра граф Мелхиор Фридрих фон Шьонборн-Буххайм (1644 – 1717) и фрайин Мария Анна София фон Бойнебург (1652 – 1726). Полубрат е на Франц Конрад (1679 – 1757), княжески епископ на Бамберг (1753 – 1757), и Хуго (1720 – 1785). Чичо е на Филип Франц Вилдерих Непомук фон Валдердорф (1739 – 1810), последният княжески епископ на Шпайер (1797 – 1802/1810).
Антон Хайнрих Фридрих следва право и „камерални науки“ в университета в Майнц. При пътуванията си той се запознава с Волтер. Баща му напуска службите си в двора на Курфюрство Майнц през 1737 г. и той го наследява.
Антон Хайнрих Фридрих става най-главен държавен и дворцов министър на Курмайнц. Той въвежда реформации и модернизира съдилищата. На 22 декември 1747 г. се състоят 14 дневни търговски панаири в Майнц, които от 1748 г. се провеждат годишно.

## Фамилия
Антон Хайнрих Фридрих се жени на 27 юни 1724 г. в Ебнет/Фрайбург за фрайин Мария Анна Августа Антония Еуфемия Еуфрозина фон Зикинген-Хоенбург (* 3 март 1706, Ебнет; † 3/27 октомври 1774, Фрайбург), дъщеря на фрайхер Фердинанд Хартман фон Зикинген-Хоенбург (1673 – 1743) и Мария Елизабет Сидония Маршал фон Папенхайм (1680 – 1734). Те имат седем деца:
- Франц Лудвиг Филип (1725 – 1726)
- Мария Анна Каролина Валбурга (* 13 февруари 1727; † 11 юли 1770), омъжена на 9 юли 1746 г. за граф Фердинанд Шал фон Бел († 3 декември 1783)
- Мария Анна Терезия София Валбурга (* 9 май 1729; † 17 февруари 1773), омъжена на 24 май 1754 г. за граф Франц Йозеф фон Шпаур и Флавон († 1 август 1797)
- Франц Лудвиг Конрад Доминикус (* 11 февруари 1731; † 8 септември 1731)
- Йохан Филип Карл Франц Казимир Лотар Доминикус (* 27 декември 1733; † 28 декември 1800)
- Йохан Франц Конрад (* 15 март 1736, Майнц; † 25 ноември 1787, Майнц), женен на 1 май 1759 г. в Меселхаузен за фрайин Мария Йохана Лудовика Естер Цобел фон Гибелщат-Дармщат (* 7 юли 1740, Меселхаузен; † 16 май 1803, Вюрцбург); родители на:
  - Фридрих Лотар фон Щадион (1761 – 1811), австрийски дипломат
  - Йохан Филип фон Щадион (1763 – 1824), дипломат, австрийски външен и финансов министър
- Естер Максимилиана Валбурга (* 21 юли 1737; † 14 април 1813)

Антон Хайнрих Фридрих фон Щадион има връзка с танцьорката Анна Катерина де Ла Рош и има две деца:
- Мария Анна Филипина (* 14 януари 1718), омъжена за фрайхер Лотар Вилхелм фон Валдердорф (* 1705)
- Георг Михаел Франк фон Ларош (1720 – 1788), женен на 27 декември 1753 г. във Вартхаузен, окръг Биберах за София Гутерман (* 6 декември 1730/1731, Кауфбойрен, Бавария; † 18 февруари 1807, Офенбах на Майн)

Анна Катерина де Ла Рош е омъжена 1719 г. с кур-майнцския сенатор и хирург Франк, който умира десет дена преди раждането на момчето Георг Михаел Франк (1720 – 1788).